# Гроув, Кэлвин
Кэлвин Гроув (англ. Calvin Grove; 5 августа 1962, Котсвилл) — американский боксёр. Чемпион мира в полулёгком весе по версии IBF с января по август 1988 года.

## Биография
Келвин Гроув родился и вырос в небольшом городе Котсвилл в сорока милях от Филадельфии. Кроме него в семье росло ещё четыре сына. Из-за невысокого роста он не имел возможности проявить себя в таких популярных видах спорта как баскетбол или футбол. Братья привели Келвина в местный спортзал, где он познакомился с боксом. В поздних интервью Гроув говорил, что бокс для него был намного проще уличных драк, где не было никаких правил.
В 1982 году Келвин выиграл турнир Золотые перчатки штата Пенсильвания в весовой категории до 125 фунтов. После этого он перешёл в профессиональный бокс, дебютировав 3 июня 1982 года и одержав победу нокаутом над Майком Дэвисом. Спустя десять дней Гроув вышел на ринг в Атлантик-Сити. В середине 1980-х годов он также входил в состав группы боксёров, сформированной Жозефиной Аберкромби, стремившейся стать в один ряд с такими промоутерами как Дон Кинг и Боб Арум. Келвин одержал тридцать четыре победы подряд, а кульминацией серии стал бой, принёсший ему титул чемпиона мира по версии IBF в полулёгком весе — 23 января 1988 года он техническим нокаутом победил пуэрториканца Антонио Риверу.
Гроув стал вторым уроженцем Котсвилла, добившимся успехов на ринге, после Джимми Кларка, выигравшего национальный любительский чемпионат США в 1977 году. В мае 1988 года Келвин успешно защитил свой титул в бою с Майроном Тейлором, но в августе уступил пояс Хорхе Паэсу, потерпев первое поражение в профессиональной карьере. Поединок проходил в Мехикали под открытым небом. Температура воздуха, по словам Келвина, составляла 120 градусов по Фаренгейту. В марте 1989 года он снова провёл бой с Паэсом в Мексике, проиграв его, но получив самый большой гонорар в своей карьере — 150 тысяч долларов.
В августе 1989 года Гроув и Энтони Инглиш стали первыми американцами, проведшими бой на территории СССР. В Москве Келвин одержал победу и сохранил за собой чемпионский титул Боксёрской Ассоциации США (англ. USBA). В 1992 году он проиграл бой за титул чемпиона в полулёгком весе по версии WBC ганцу Азуме Нельсону. В 1994 и 1995 годах Гроув дважды выходил на ринг в титульных боях, но проиграл сначала Мигелю Анхелю Гонсалесу, а затем Анхелю Манфреди. Гроув ушел на пенсию в 1998 году после поражения в первом раунде нокаутом от Кости Цзю 5 апреля 1998 года. Профессиональная карьера Келвина длилась шестнадцать лет, за которые он заработал 950 тысяч долларов.